# Раян Бертранд
Ра́ян Бертра́нд (англ. Ryan Bertrand, нар. 5 серпня 1989, Лондон, Англія) — англійський футболіст, захисник клубу «Лестер Сіті».

## Клубна кар'єра
Вихованець юнацьких команд футбольних клубів «Джиллінгем» та «Челсі».
Не пробившись до головної команди «аристократів», Бертранд у дорослому футболі дебютував 2006 року виступами за команду клубу «Борнмут», в якій на правах оренди провів один сезон, взявши участь лише у 5 матчах чемпіонату. Після чого був відданий в «Олдем Атлетік», де провів ще пів року.
У січні 2008 року був відданий в оренду в «Норвіч Сіті», у складі якого провів наступні півтора сезону своєї кар'єри гравця. Більшість часу, проведеного у складі «Норвіч Сіті», був основним гравцем захисту команди.
17 липня 2009 року знову на правах оренди перейшов в «Редінг», кольори якого захищав наступний сезон. Граючи у складі «Редінга» також здебільшого виходив на поле в основному складі команди.
З 5 серпня 2010 року і до кінця року грав на правах оренди за «Ноттінгем Форест», після чого повернувся до «Челсі» і 20 квітня 2011 року дебютував за «аристократів» в чемпіонаті. В складі клубу Раян допоміг «Челсі» стати володарем Кубка Англії та вперше в історії клубу виграти Лігу чемпіонів, фінал якої став для 22-річного Бертранда дебютним матчем в єврокубках. Проте стати основним гравцем лондонців Раян так і не зумів, зігравши за чотири сезони лише 28 матчів у Прем'єр-лізі.
У січні 2014 роки Бертранд перейшов на правах оренди до «Астон Вілли», а по завершенні сезону, знову на правах оренди, був відданий до «Саутгемптона», де відразу став основним гравцем. Тому 2 лютого 2015 року «Саутгемптон» викупив контракт гравця, підписавши з Бертрандом контракт на 4,5 роки. Відтоді встиг відіграти за клуб з Саутгемптона 38 матчів в національному чемпіонаті.

## Виступи за збірні
2006 року дебютував у складі юнацької збірної Англії, разом з якою взяв участь у юнацькому чемпіонаті Європи 2008 року. Всього Бертранд взяв участь у 14 іграх на юнацькому рівні.
Протягом 2009—2011 років залучався до складу молодіжної збірної Англії, разом з якою взяв участь у молодіжному чемпіонаті Європи 2011 року. Всього на молодіжному рівні зіграв у 17 офіційних матчах.
2012 року захищав кольори олімпійської збірної Великої Британії на домашніх Олімпійських іграх 2012 року у Лондоні, проте збірна не змогла навіть вийти з групи.
15 серпня 2012 року дебютував в офіційних матчах у складі національної збірної Англії в товариській грі проти збірної Італії (2:1). Наразі провів у формі головної команди країни 19 матчів, забив 1 гол.

## Статистика виступів

### Статистика клубних виступів
| Сезон                   | Команда                 | Чемпіонат               | Чемпіонат | Чемпіонат | Національний кубок | Національний кубок | Національний кубок | Континентальні кубки | Континентальні кубки | Континентальні кубки | Інші змагання | Інші змагання | Інші змагання | Усього | Усього |
| Сезон                   | Команда                 | Ліга                    | Ігор      | Голів     | Ліга               | Ігор               | Голів              | Ліга                 | Ігор                 | Голів                | Ліга          | Ігор          | Голів         | Ігор   | Голів  |
| ----------------------- | ----------------------- | ----------------------- | --------- | --------- | ------------------ | ------------------ | ------------------ | -------------------- | -------------------- | -------------------- | ------------- | ------------- | ------------- | ------ | ------ |
| 2006–07                 | «Челсі»                 | ПЛ                      | 0         | 0         | КА+КЛ              | 0+0                | 0+0                | ЛЧ                   | 0                    | 0                    | СА            | -             | -             | 0      | 0      |
| 2006–07                 | «Борнмут»               | 1Л (III)                | 5         | 0         | КА+КЛ              | 0+2                | 0+0                |                      | -                    | -                    |               | -             | -             | 7      | 0      |
| 2007–08                 | «Олдем Атлетік»         | 1Л (III)                | 21        | 0         | КА+КЛ              | 0+0                | 0+0                |                      | -                    | -                    |               | -             | -             | 21     | 0      |
| gen.-giu. 2008          | «Норвіч Сіті»           | Ч (ІІ)                  | 18        | 0         | КА+КЛ              | 2+0                | 0+0                |                      | -                    | -                    |               | -             | -             | 20     | 0      |
| 2008–09                 | «Норвіч Сіті»           | Ч (ІІ)                  | 38        | 0         | КА+КЛ              | 2+0                | 0+0                |                      | -                    | -                    |               | -             | -             | 40     | 0      |
| Усього за «Норвіч Сіті» | Усього за «Норвіч Сіті» | Усього за «Норвіч Сіті» | 56        | 0         |                    | 4                  | 0                  |                      |                      |                      |               |               |               | 60     | 0      |
| 2009–10                 | «Редінг»                | Ч (ІІ)                  | 44        | 1         | КА+КЛ              | 6+1                | 0+0                |                      | -                    | -                    |               | -             | -             | 51     | 1      |
| 2010–11                 | «Ноттінгем Форест»      | Ч (ІІ)                  | 19        | 0         | КА+КЛ              | 0+0                | 0+0                |                      | -                    | -                    |               | -             | -             | 19     | 0      |
| 2010–11                 | «Челсі»                 | ПЛ                      | 1         | 0         | КА+КЛ              | 0+0                | 0+0                | ЛЧ                   | 0                    | 0                    |               | -             | -             | 1      | 0      |
| 2011–12                 | «Челсі»                 | ПЛ                      | 7         | 0         | КА+КЛ              | 4+3                | 0+0                | ЛЧ                   | 1                    | 0                    |               | -             | -             | 15     | 0      |
| 2012–13                 | «Челсі»                 | ПЛ                      | 19        | 0         | КА+КЛ              | 5+4                | 0+1                | ЛЧ+ЛЄ                | 3+5                  | 0+0                  | СА+СУ         | 1+1           | 1+0           | 38     | 2      |
| 2013–14                 | «Челсі»                 | ПЛ                      | 1         | 0         | КА+КЛ              | 0+2                | 0+0                | ЛЧ                   | 0                    | 0                    | СУ            | 0             | 0             | 3      | 0      |
| Усього за «Челсі»       | Усього за «Челсі»       | Усього за «Челсі»       | 28        | 0         |                    | 18                 | 1                  |                      | 10                   | 0                    |               | 2             | 1             | 56     | 2      |
| 2013–14                 | «Астон Вілла»           | ПЛ                      | 16        | 0         | КА+КЛ              | 0+0                | 0+0                |                      | -                    | -                    |               | -             | -             | 16     | 0      |
| 2014–15                 | «Саутгемптон»           | ПЛ                      | 34        | 2         | КА+КЛ              | 3+2                | 0+0                | -                    | -                    | -                    | -             | -             | -             | 39     | 2      |
| 2015–16                 | «Саутгемптон»           | ПЛ                      | 20        | 0         | КА+КЛ              | 0+2                | 0+0                | ЛЄ                   | 0                    | 0                    | -             | -             | -             | 22     | 0      |
| Усього за «Саутгемптон» | Усього за «Саутгемптон» | Усього за «Саутгемптон» | 54        | 2         |                    | 7                  | 0                  |                      | 0                    | 0                    |               | 0             | 0             | 61     | 2      |
| Усього за кар'єру       | Усього за кар'єру       | Усього за кар'єру       | 227       | 3         |                    | 38                 | 1                  |                      | 10                   | 0                    |               | 2             | 1             | 278    | 3      |

### Статистика виступів за збірну
| Дата       | Місто      | Господарі  | Результат | Гості      | Турнір             | Голи | Примітки |
| ---------- | ---------- | ---------- | --------- | ---------- | ------------------ | ---- | -------- |
| 15-8-2012  | Берн       | Англія     | 2 – 1     | Італія     | товариський матч   | -    | 78'      |
| 11-9-2012  | Лондон     | Англія     | 1 – 1     | Україна    | Відбір до ЧС 2014  | -    | 73'      |
| 31-3-2015  | Турин      | Італія     | 1 – 1     | Англія     | товариський матч   | -    | 88'      |
| 7-6-2015   | Дублін     | Ірландія   | 0 – 0     | Англія     | товариський матч   | -    |          |
| 9-10-2015  | Лондон     | Англія     | 2 – 0     | Естонія    | Відбір до ЧЄ 2016  | -    |          |
| 13-11-2015 | Аліканте   | Іспанія    | 2 – 0     | Англія     | товариський матч   | -    |          |
| 17-11-2015 | Лондон     | Англія     | 2 – 0     | Франція    | товариський матч   | -    | 80'      |
| 27-5-2016  | Сандерленд | Англія     | 2 – 1     | Австралія  | товариський матч   | -    |          |
| 20-6-2016  | Сент-Етьєн | Словаччина | 0 – 0     | Англія     | ЧЄ 2016 - 1-й етап | -    | 52'      |
| 8-10-2016  | Лондон     | Англія     | 2 – 0     | Мальта     | Відбір до ЧС 2018  | -    | 19'      |
| 22-3-2017  | Дортмунд   | Німеччина  | 1 – 0     | Англія     | товариський матч   | -    | 83'      |
| 26-3-2017  | Лондон     | Англія     | 2 – 0     | Литва      | Відбір до ЧС 2018  | -    |          |
| 10-6-2017  | Глазго     | Шотландія  | 2 – 2     | Англія     | Відбір до ЧС 2018  | -    |          |
| 13-6-2017  | Сен-Дені   | Франція    | 3 – 2     | Англія     | товариський матч   | -    | 46'      |
| 1-9-2017   | Мдіна      | Мальта     | 0 – 4     | Англія     | Відбір до ЧС 2018  | 1    |          |
| 4-9-2017   | Лондон     | Англія     | 2 – 1     | Словаччина | Відбір до ЧС 2018  | -    |          |
| 5-10-2017  | Лондон     | Англія     | 1 – 0     | Словенія   | Відбір до ЧС 2018  | -    |          |
| 10-11-2017 | Лондон     | Англія     | 0 – 0     | Німеччина  | товариський матч   | -    | 72'      |
| 14-11-2017 | Лондон     | Англія     | 0 – 0     | Бразилія   | товариський матч   | -    | 80'      |
| Усього     |            | Матчів     | 19        |            | Голів              | 1    |          |

## Досягнення
«Челсі»
- Переможець Ліги чемпіонів УЄФА: 2011-12
- Переможець Ліги Європи: 2012-13
- Володар Кубка Англії: 2011-12

«Лестер Сіті»
- Володар Суперкубка Англії: 2021